# Братська могила радянських воїнів (Чернявщина)
Братська могила радянських воїнів у с.Чернявщина Юр’ївського району Дніпропетровської області.

## Історія
Братська могила радянських воїнів знаходиться біля колишньої  контори “Сільгосптехніки”.
В звільненні села брали участь воїни польової  пошти 06774. Кількість загиблих не встановлено.
З вересня 1943 року до ІІ половини 1944 року в селі знаходився польовий госпіталь №4395 та 132-й польовий лазарет. Тут лікувались воїни, що одержали рани в боях за Дніпропетровщину, в основному при форсуванні річки Дніпро, померлих від ран воїнів хоронили в індивідуальних могилах.
В 1954 році останки 135 загиблих і померлих від ран  в госпіталі воїнів  було перепоховано в братську могилу, що описується ( відомо 34 воїни). В 1955 році на могилі встановлено пам’ятник - скульптура “ Мати з суворовцем ”.
В 2010 році на пам’ятці проведено реконструкцію, скульптуру “ Мати з суворовцем ” демонтовано і встановлено стелу з меморіальними дошками.

## Персоналії
1. Бороненко І.І.
2. Васюті Н.П.
3. Степанов К.К.
4. Рюхін С.С.
5. Цибулькін І.
6. Диддін Н.
7. Кулєш В.
8. Романовіч Н.
9. Зімніус С.В.
10. Бондаренко М.С.
11. Благонравов І.П.
12. Богданов В.М.
13. Мєдвєдь Ш.Б.
14. Крапівніцкій Г.Т.
15. Джингарадзе Х.А.
16. Плотников І.М.
17. Крохин В.Т.
18. Борісов А.Б.
19. Станєвіч В.І.
20. Чепудра Ф.С.
21. Ібрагімов Х.Н.
22. Казанців В.В.
23. Концова Л.М.
24. Баясова А.В.
25. Бабушкін П.П.
26. Бікташова І.
27. Кашкін Н.І.
28. Тімохін Л.
29. Мєдинєнко І.К.
30. Грішін Г.В.
31. Шутов А.І.
32. Солдатов П.П.
33. Стєпаков Т.Я.
34. Федосєєв Є.К.

## Додаток
Меморіальна дошка з зображенням ордена Великої Вітчизняної війни і далі напис: "Вечная память героям павших в боях за свободу и независимость нашей Родины". 
Ліворуч дві меморіальні дошки з написами. На першій меморіальній дошці напис: "Здесь похоронены советские воины погибшие при освобождении с. Чернявщина от немецко-фашистских захватчиков и умерших от ран полученых в боях за Днепропетровщину февраль-сентябрь 1943 г.". На другій викарбувані відомі прізвища воїнів.
Праворуч дві меморіальні дошки з написом: "Воинам-землякам погибшим на фронтах Великой Отечественной войны" і далі прізвища воїнів-земляків, які загинули на фронтах Другої світової війни.
Поховання та територія пам’ятки упорядковані. 